# ルーツ・ホール
ルーツ・ホール(Roots Hall)は、イングランド, エセックス州サウスエンド・オン・シー(EN)にあるスタジアム。サウスエンド・ユナイテッドFCのホームスタジアムとなっている。キャパシティは12,392。

## 概要
1954年に、サウスエンド・スタジアムから移転以来ホームとして使用中だが、予定として2011-2012シーズンからはフォセッツ・ファーム・スタジアム(Fossetts Farm)が完成次第移転する。収容人数は22,000となる(予定)。

## 入場者数

### 平均入場者数
- 2007-2008: 8,173 フットボールリーグ1
- 2006-2007: 10,024 (チャンピオンシップ)
- 2005-2006: 8,053 (フットボールリーグ1)
- 2004-2005: 6,077 (フットボールリーグ2)

### 最多入場者数
- 31,090 (FAカップ 3回戦) サウスエンド v リヴァプール, 1979.1.10
- 11,735 (フットボールリーグ2) サウスエンド v ヨーヴィル・タウン, 2005.4.30 (全面座席改修後)